# Onda Apenes
 Ola Rasmus Apenes (23 de agosto de 1898 - 6 de abril de 1943) foi um engenheiro, arqueólogo e soldado norueguês.
Nasceu em Fredriksstad filho do agente marítimo Georg Apenes (1869–1902) e da sua esposa Kitty, de solteira Mørch (1872–1958). O seu irmão Christian foi juiz e político, e foi assim que Onda se tornou tio político de Georg Apenes.

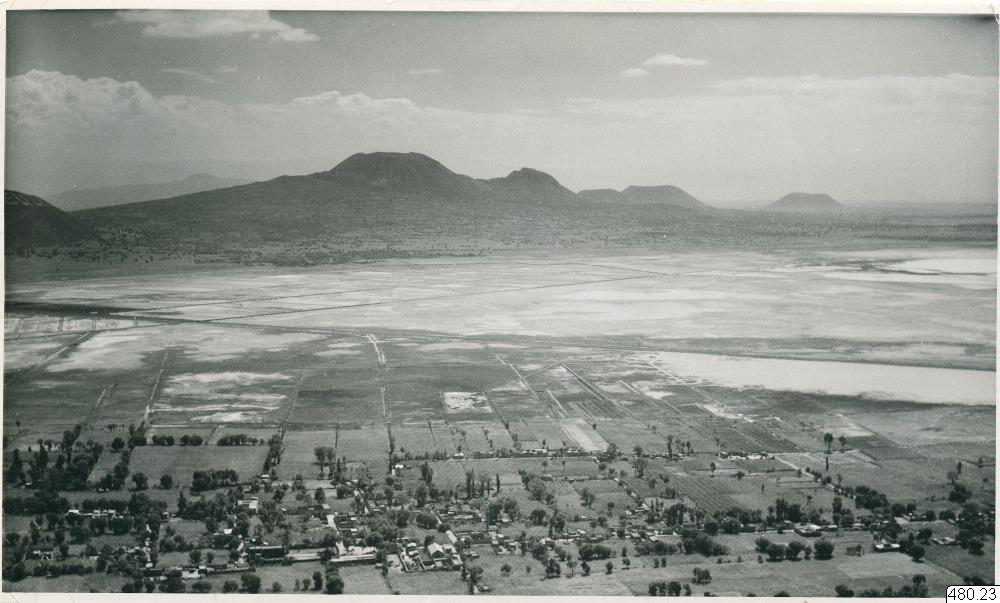
campo vulcânico (vale de México). Fotografia aérea tirada pelo engenheiro Onda nos anos 40. Observam-se edifícios vulcânicos monogenéticos e o lago dessecado

Terminou a sua educação secundária em 1916 e estudou engenharia na empresa sueca ASEA, assim como no ETH Zurique (Swiss Federal Institute of Technology in Zürich) em 1923. Em 1927, viajou para os Estados Unidos para trabalhar na eletrificação ferroviária e, em 1929, deslocou-se para o México, onde trabalhou como engenheiro telefónico na empresa sueca Ericsson. Uma vez no México, interessou-se imensamente pela cultura pré-hispânica, assim como pelos artefactos e sítios arqueológicos do país. Obteve um título universitário em arqueologia mesoamericana em 1933. Entre outros, estudou o sítio de Chimalhuacán e descobriu que tinha sido um local de habitação associado ao lago de Texcoco. Estudou também práticas culturais, como a Dança dos Voladores, e fez-se conhecer pela fotografia e pelo cinema. Foi publicado em vários jornais e, em 1937, foi cofundador da Sociedade Mexicana de Antropologia (Sociedad Mexicana de Antropología)  Também foi corresponsal de um jornal.

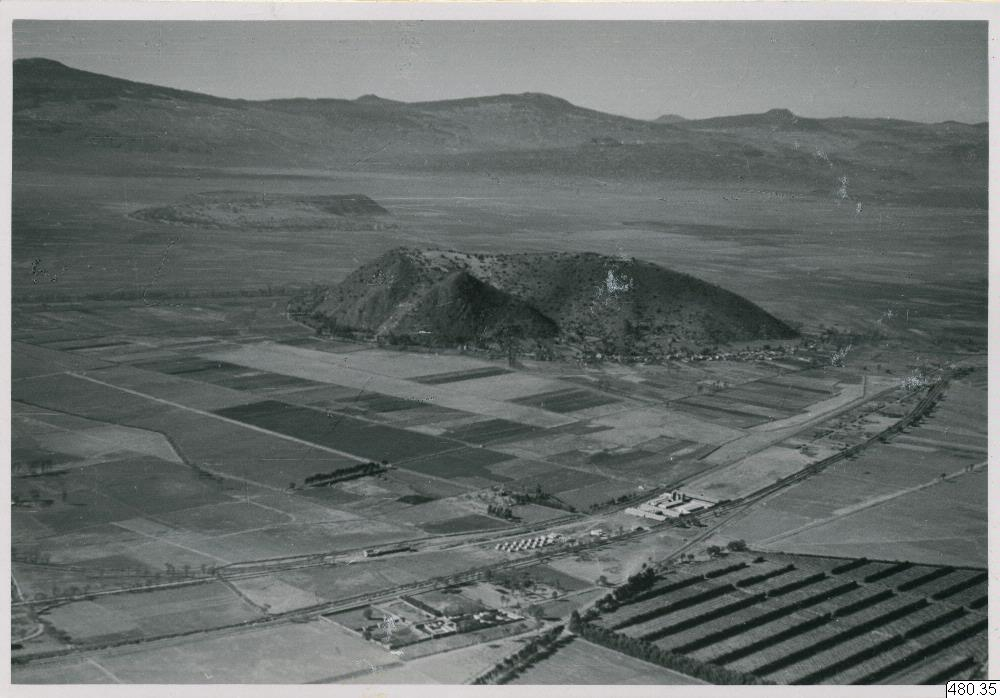
Cerro O Chimalhuache (Chimalhuacán), Fotografia aérea tirada pelo engenheiro Onda nos anos 40. Observa-se a antiga estrada paraPuebla e a atual calçada Ermita - Iztapalapa..

Durante o tempo em que esteve no México, iniciou uma relação com a antropóloga Frances Gillmor (1903–1993). Em 1939, aceitou um trabalho temporário na Universidade do Novo México; no mesmo ano, estourou a Segunda Guerra Mundial.. Ao lado de outro expatriado norueguês, Gustav Strømsvik, Apenes empenhou-se em se oferecer como voluntário para o Corpo Expedicionário Norueguês do Exército Real Norueguês, que se preparava no exílio, na Pequena Noruega Canadá. Após ser aceito em 1942, iniciou o treinamento militar, mas faleceu de apendicite em abril de 1943.. O mapa 'Mapas Antigos do Vale do México' foi publicado postumamente em 1947 pela Universidade Nacional do México.
1. ↑  Ording, Arne; Johnson, Gudrun; Garder, Johan (1949). «Apenes, Ola Rasmus». Våre falne 1939-1945. 1. Oslo: Grøndahl. p. 161
2. ↑  Steenstrup, Bjørn, ed. (1973). «Apenes, Christian Bernt». Hvem er hvem? (em norueguês). Oslo: Aschehoug. p. 25. Consultado em 27 de abril de 2013
3. ↑  Veka, Camilla (24 de abril de 2013). «Nordmannen som fanget forsvunnet historie på film» (em norueguês). NRK. Consultado em 27 de abril de 2013
4. ↑  Husby, Olaf (24 de fevereiro de 2011). «Ola Apenes – teleingeniør og mayaforskar». Dag og Tid (em norueguês). pp. 22–23
5. ↑  Hegge, Per Egil (18 de agosto de 1990). «Fordrevet fra Norge – myrdet i Mexico». Aftenposten (em norueguês). p. 22
6. 1 2  Veka, Camilla (24 de abril de 2013). «Nordmannen som fanget forsvunnet historie på film» (em norueguês). NRK. Consultado em 27 de abril de 2013
7. ↑  «Frances Gillmor». University of South Florida. Consultado em 27 de abril de 2013. Cópia arquivada em 3 de maio de 2013
8. ↑  «Ola Apenes El Noruego que amo México». Consultado em 7 de setembro de 2024
9. ↑  Ording, Arne; Johnson, Gudrun; Garder, Johan (1949). «Apenes, Ola Rasmus». Våre falne 1939-1945. 1. Oslo: Grøndahl. p. 161
10. ↑  Husby, Olaf (24 de fevereiro de 2011). «Ola Apenes – teleingeniør og mayaforskar». Dag og Tid (em norueguês). pp. 22–23